# 263.ª Divisão de Infantaria (Alemanha)
A 263ª Divisão de Infantaria (em alemão:263. Infanterie-Division) foi uma unidade militar que serviu no Exército alemão durante a Segunda Guerra Mundial.

## Comandantes
| Comandante                     | Data                                           |
| ------------------------------ | ---------------------------------------------- |
| Generalleutnant Franz Karl     | 1 de setembro de 1939 - 14 de novembro de 1940 |
| Generalleutnant Ernst Häckel   | 14 de novembro de 1940 - 24 de abril de 1942   |
| Generalleutnant Hans Traut     | 24 de abril de 1942 - 1 de abril de 1943       |
| Generalleutnant Werner Richter | 1 de abril de 1943 - 21 de maio de 1944        |
| Generalmajor Rudolf Sieckenius | 21 de maio de 1944 - 3 de junho de 1944        |
| Generalleutnant Alfred Hemmann | 2 de junho de 1944 - ?                         |
| Generalmajor Rudolf Sieckenius | ? - 28 de abril de 1945                        |
| Generalleutnant Ernst Riße     | 28 de abril de 1945 - 8 de maio de 1945        |

## Oficiais de operações
| Major Hellmuth Laegeler           | 26 de agosto de 1939-20 de setembro de 1940  |
| Major Sartorius                   | 20 de setembro de 1940-1 de setembro de 1941 |
| Oberstleutnant Herbert Sulzberger | 1 de setembro de 1941-30 de janeiro de 1945  |
| Major Gerhard Hildebrand          | 30 de janeiro de 1945-1945                   |

## Área de operações
| Alemanha                       | setembro de 1939 - maio de 1940  |
| França                         | maio de 1940 - junho de 1941     |
| Frente Oriental, setor central | junho de 1941 - agosto de 1943   |
| Frente Ocidental, setor norte  | agosto de 1943 - outubro de 1944 |
| Bolsão de Kurland              | outubro de 1944 - maio de 1945   |